# Tomoki Hidaka
Tomoki Hidaka (日高 智樹 Hidaka Tomoki?), född 6 april 1980 i Miyazaki prefektur, är en japansk före detta fotbollsspelare.
Hidaka började sin karriär 2003 i New Wave Kitakyushu (Giravanz Kitakyushu). Han avslutade karriären 2010.